# Меркун Павло
Павло Меркун (* 1894, Поморяни, тепер Золочівський район, Львівська область — † ?) —  член Начальної команди УВО, уповноважений УВО на Холмщині, бойовий референт Крайової команди УВО (1926).

## Життєпис

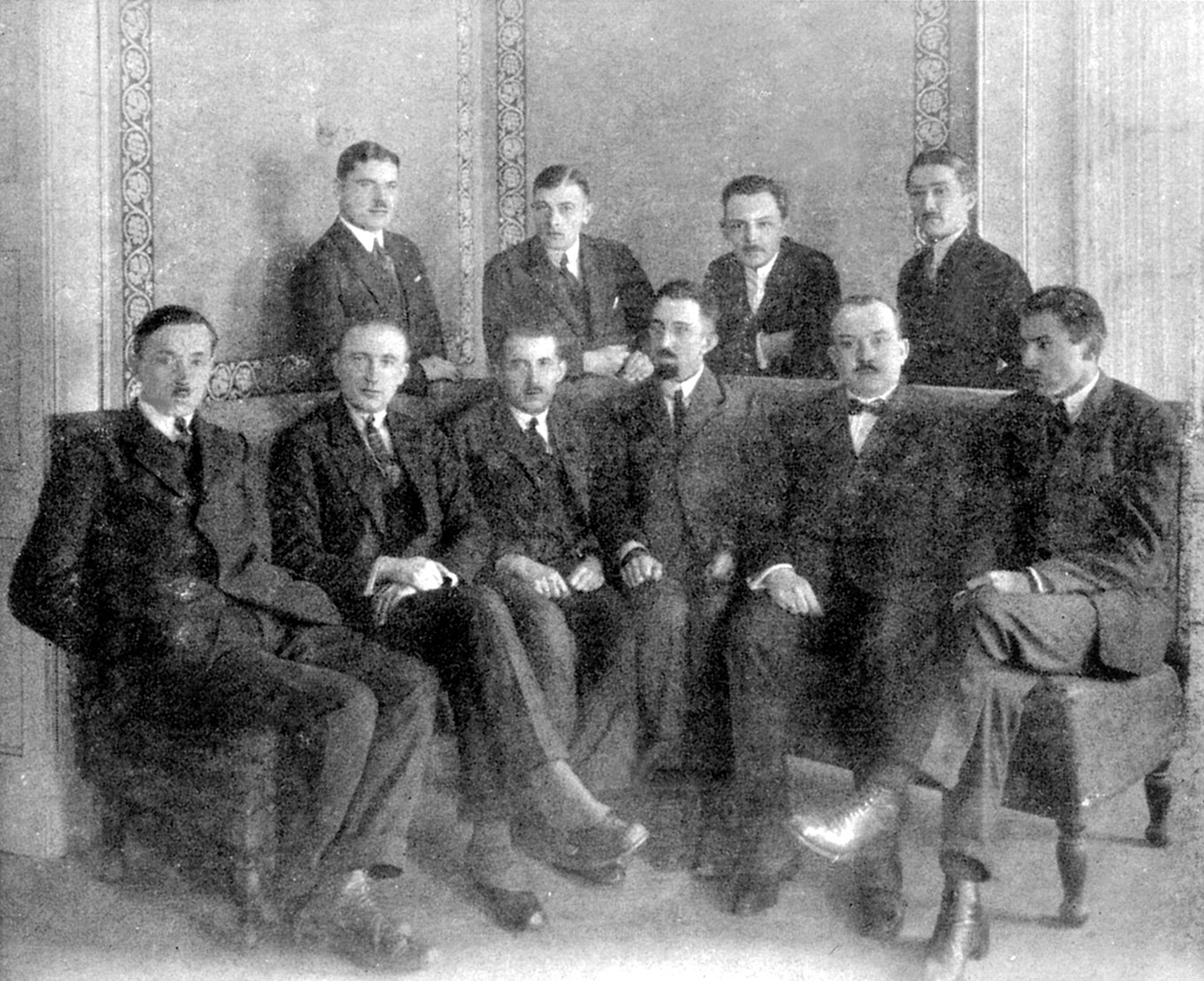
Конференція Начальної Команди УВО. Оліва, березень 1923. Зліва направо сидять: Володимир Бемко, Андрій Мельник, Євген Коновалець, Володимир Целевич, Ярослав Селезінка, Ярослав Індишевський; стоять: Петро Бакович, Юліян Головінський, Осип Рев'юк, Павло Меркун

За освітою інженер. Служив в УСС, згодом в 6-й бригаді УГА разом із Юліаном Головінським.
Член УВО з 1921 року. В експозитурі УВО в Чехословаччині займав посаду організаційного референта. Протягом 1922—1924 рр. належав до керівного складу УВО, брав участь у нараді в Оліві у 1923 році.. 
Був уповноваженим УВО на Холмщині, співпрацював у бойовій референтурі з Юліаном Головінським.
У 1926 році бойовий референт Крайової команди УВО. Заарештований польською поліцією у травні 1926 року у зв'язку із нападом на поштовий уряд в місті Сьрем. 
Подальша доля невідома.